# Erthos Albino de Souza

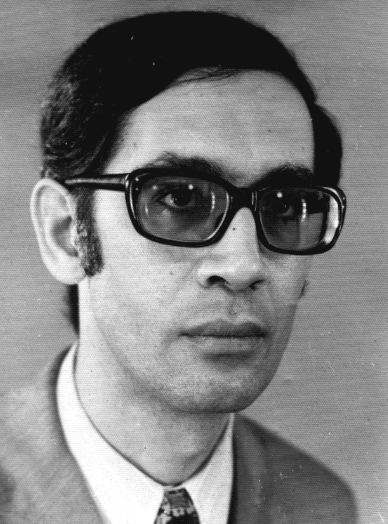
Retrato de Erthos Albino de Souza (sem data, acervo pessoal)

Erthos Albino de Souza (Ubá, 1932 — Juiz de Fora, 2000) foi um poeta e artista gráfico brasileiro. Formou-se em engenharia. É considerado um pioneiro no emprego do computador para a elaboração poética e um precursor da poesia digital. Criava sua poesia a partir da programação de gigantescos computadores, utilizando conceitos da física e da matemática. Vai morar em Salvador na década de 1950 onde trabalha como engenheiro de minas na Petrobrás até se aposentar (já na década de 90). Em Salvador, editou a importante revista literária de vanguarda Código com 12 números entre 1974 e 1990. Sua obra Tumba de Mallarmé é considerada um dos primeiros poemas eletrônicos brasileiros e do mundo.
Erthos por Antonio Risério:
“A poesia computadorizada começa, no Brasil, com Erthos Albino de Souza, um dos pioneiros internacionais do uso poético do computador. Conheci o seu trabalho em 1973, mas sei que seus experimentos vinham de antes. Engenheiro da Petrobrás, Erthos iniciou suas pesquisas e seus ensaios nos computadores da empresa. Ele é pré-micro, portanto, poeta do tempo do computadorzão, com cartão perfurado e válvulas enormes. Em 74, publicou na revista Código [número 1], que editávamos na Bahia, o Soneto Alfanumérico, jogando com letras e dígitos (este é o sentido do alphanumeric, no vocabulário informático), em base permutatória, no interior da antiga forma literária (...)” Antonio Risério, “Ensaio sobre o texto poético em contexto digital”, 1998.
Erthos por Eduardo Kac:
“Erthos é o primeiro poeta brasileiro a pensar o poema eletronicamente. Ao contrário de muitos escritores – que alardeiam o fato de utilizarem computadores para escrever romances ou poemas em versos como se o novo meio fosse apenas uma máquina de escrever sofisticada – Erthos busca a novidade do material poético nas linguagens Fortran e pL1, ao subverter sua função numérica objetiva e fazer com que se processem palavras de maneira subjetiva. A nova poética surge, então, desse uso criativo e programático das linguagens para a obtenção de textos-imagens, um uso em que a precisão da sintaxe dos programas origina poemas com uma nova estrutura visual e sequencial”. (KAC, 2004, p. 321)
Erthos por Omar Khouri:
"poeta que opera nos interstícios dos Códigos/linguagens, veicula em seu trabalho nesgas de informação, primando pelas sutilezas, onde o verbal funde com o visual: é verdadeiramente um poeta intersemiótico. Lidando com computadores, Erthos elaborou muitos poemas que fazem uso corrente do instrumento – ou seja considerando a natureza do instrumento[...]”. (KhOURI, 2003, pp. 27-28)
Erthos por Antonio Risério novamente:

"Não sei muito bem como defini-lo pessoalmente. Magro, alto, o olho meio puxado sugerindo alguma ascendência indígena, ele era muito recolhido, muito monástico e muito solitário. Ao mesmo tempo, gostava de sair com a gente (eu, Caetano, Waly, etc). E não era apenas por interesse estético ou intelectual. Era amizade, também. Além disso, Erthos (...) se sentia muito mais à vontade com aquele bando de cabeludos malucos que não tinha preconceito contra nada, muito pelo contrário. Ele morria de rir com as maluquices e as frases de efeito do Waly. Ficava muito só, em casa, com a televisão ligada sem som, com seus gatos e lendo às vezes coisas totalmente surpreendentes, como a biografia de uma bailarina da corte de não me lembro que rei francês... Mas nos recebia com alegria. Sabia Euclydes e Guimarães Rosa de cor e salteado. Amava arte abstrata. " [Extraído de depoimento de Antonio Risério recebido por Felipe Paros via correio em 28 de junho de 2004.]